# Glauco Santoni
Glauco Santoni (Villa Verrucchio, 19 gennaio 1952) è un ex ciclista su strada italiano, professionista dal 1975 al 1985.

## Palmares
- 1971 (dilettanti)

Circuito di Cesa - Trofeo Santa Lucia
- 1974 (dilettanti)

Giro delle Valli Aretine
Trofeo Alcide De Gasperi

### Altri successi
- 1982 (Famcucine)

Cronostaffetta (con Francesco Moser, Claudio Torelli, Palmiro Masciarelli e Marino Amadori)

## Piazzamenti

### Grandi Giri
- Giro d'Italia

1975: 34º
1976: 41º
1977: 48º
1978: 29º
1980: ritirato (18ª tappa)
1981: 38º
1983: ritirato (17ª tappa)
1984: 22º
- Tour de France

1977: ritirato (17ª tappa)
1979: 54º
1984: 70º
1985: ritirato (5ª tappa)
- Vuelta a España

1975: 41º

### Classiche monumento
- Milano-Sanremo

1977: 141º
1978: 84º
1979: 24º
1981: 32º
1985: 68º
- Giro di Lombardia

1978: 23º
1984: 43º